# 卡瓦約 (新墨西哥州)
卡瓦約（英語：Caballo）是位於美國新墨西哥州謝拉縣的普查規定居民點。

## 人口
根據2020年美國人口普查的數據，卡瓦約的面積為2.54平方千米，皆為陸地。當地共有人口77人，而人口密度為每平方千米30.31人。